# Музыкантский, Антон Борисович
Анто́н Бори́сович Музыка́нтский (род. 23 июня 1999, Кенилуэрт, Уорикшир, Великобритания) — театральный режиссёр, педагог, продюсер, автор песен, артист-исполнитель.

## Биография
Родился в городе Кенилуэрт, Великобритания в семье профессора физики из России. Внук Александра Музыкантского.
С детства занимался театром, музыкой и вокалом — играл главные роли в ведущих британских молодёжных театрах: National Youth Music Theatre и British Youth Music Theatre.
В юношеском возрасте переехал в Москву, где продолжил заниматься театром и музыкой: играл в Московском Детском Театре Эстрады. В скором времени вернулся в Великобританию, где окончил колледж «Севеноакс», стал обладатель двуязычного диплома международного бакалавриата (IB) и обучался в «Arts Educational Schools» под руководством Эндрю Ллойда Уэббера. Также обучался в совместной программе Школы-Студии МХАТ, American Repertory Theater и Гарвардского университета.
Выпускник Нового Колледжа гуманитарных наук, основанного А. К. Грейлингом.

### Карьера
Параллельно с британским театральным образованием начал режиссёрскую карьеру[когда?] в России с создания творческого объединения #АБstudio — в рамках которого поставил российскую премьеру молодёжного рок-мюзикла «Кэрри» по мотивам одноименного романа Стивена Кинга (совместно с театром «АпАРТе») и разработал лаборатории мюзиклов «ближе к норме.» и «Thérèse» по роману Эмиля Золя «Тереза Ракен».
Дебютная работа Антона — молодёжный рок-мюзикла «Кэрри», была высоко отмечена режиссёром оригинальной постановки офф-Бродвейской версии мюзикла, Стаффордом Аримой, который посетил один из показов мюзикла в Театральном Доме «Старый Арбат».
В 2017 году Музыкантский выступил режиссёром-репетитором постановки «Суини Тодд» театра на Таганке (режиссёр Алексей Франдетти).
Режиссёр-педагог первых двух наборов курса мюзикла Российского института театрального искусства ГИТИС, мастерскaя Лики Руллы. Вёл лекции по анализу музыкальной и драматургической составляющей мюзиклов, тренинги по синтетическому существованию артиста мюзикла и мастер-классы по развитию действенного вокала. В рамках мастерской поставил спектакль: мюзикл-трагикомедию «Последний звонок» — новый сюжет на музыку мюзикла «Heathers».
В конце 2017 года был приглашён как режиссёр в экспериментальную студию Московского театра мюзикла.
В 2019 году срежиссировал театрализованный концерт «Игра в мюзикл» в Концертном зале «Зарядье», где совместно с ведущими звёздами московских мюзиклов и оркестром Stage-orchestra под руководством Евгения Загота, впервые представил российской публике композиции современных классиков музыкального театра (Джейсона Роберта Брауна, Стивена Сондхайма, Марвина Хэмлиша, Дрю Гаспарини, Бенджа Пасека, Эндрю Липпа, Марка Шеймана и Дэвида Язбека).
В 2019 году стал режиссёром лаборатории «Работа артиста в мюзикле», поставив в рамках фестиваля «Золотая маска» в Хабаровске перформанс-мюзикл «Кордебалет».
В 2021 году стал режиссёр-постановщиком русскоязычной премьеры мюзикла-фарса в двух действиях «Одолжите тенора!» (ориг. Lend Me a Tenor) по мотивам пьесы Кена Людвига в Свердловском театре музыкальной комедии. Спектакль был номинирован на шесть премий «Золотая Маска» и отмечен пятью премиями фестиваля «Браво!», в том числе премией «Лучший режиссёр в музыкальном театре». В 2022 году спектакль был показан в Москве в театре Et Cetera в рамках фестиваля «Золотая маска» и был тепло принят московской прессой.
В 2023 году стал креативным продюсером и режиссером-постановщиком мюзикла «Сансет бульвар» для продюсерской компании SkyFist Studio в Ереване. 6 спектаклей состоялись в спортивно-концертном комплексе имени Карена Демирчяна. Главную роль исполнила Тамара Гвердцители, в других ролях выступили лауреат «Золотой маски» Евгений Елпашев, Алия Агадилова и Артур Манукян. Постановка была представлена по специальному соглашению с театральной компанией Эндрю Ллойда Уэббера Really Useful Group Ltd.
В 2024 году в качестве со-сонграйтера и артиста-исполнителя совместно с артисткой «меня зовут маша» выпустил дуэтный альбом «маша и антон». Пластинка была отмечена музыковедом Анной Виленской в подкасте «Антивоенная Музыка» и сингл «дома» был включен в список Топ-10 антивоенных песен 2024 года. Также пластинка была отмечена музыкальным обозревателем Александром Горбачевым. Сингл «дождь падает на Ереван» дебютировал в эфире армянского Радио Ван летом 2023 года.
В 2024 году спродюсировал и написал тексты для англоязычного концепт альбома нового мюзикла «Clockwork Christmas» (Заводное Рождество), вдохновленный рассказом Генриха Бёлля «Не только под Рождество». Композитор — Крэйг Адамс; пьеса — Дарья Аксенова. Альбом был записан в Лондоне на Эбби-Роуд (студия), совместно со звездами Вест Энда включая Кэрри Эллис, Клэр Мор, Питер Форбс, Лорэн Бёрн, Люис Маскелл и Люси Сент-Луис. Музыкантский сам исполнил песню среднего ребенка — «The Middle is Mine». Звукорежиссером выступил Хайдн Бендалл.

## Режиссёрские работы
| Год  | Название                                  | Театр/компания                                                        | Жанр                                           | Доп. информация |
| ---- | ----------------------------------------- | --------------------------------------------------------------------- | ---------------------------------------------- | --- |
| 2016 | «Кэрри»                                   | Театр «АпАРТе» (совместно с #АБstudio)                                | молодёжный рок-мюзикл                          | либретто Лоуренса Коэна по роману Стивена Кинга, стихи Дина Питчфорда, перевод Марии Бар |
| 2017 | «Thérèse»                                 | #AБstudio – творческое объединение                                    | эскиз 1-го акта мюзикла по роману Эмиля Золя   | музыка: Крэйг Адамс, либретто и стихи: Нона Шеппард, перевод: Александр Байч |
| 2017 | «ближе к норме» (ориг. «next to normal.») | #AБstudio – творческое объединение                                    | лаборатория мюзикла                            | перевод: Мария Бар |
| 2017 | «ближе к норме» (ориг. «next to normal.») | Московский театр мюзикла                                              | экспериментальная лаборатория мюзикла          | перевод: Мария Бар |
| 2019 | «Игра в мюзикл»                           | Концертный зал «Зарядье»                                              | театрализованный концерт                       | шоу Stage-Orchestra под руководством Евгения Загота |
| 2019 | «Последний звонок»                        | Учебный театр ГИТИС                                                   | мюзикл-трагикомедия в спортзале                | либретто: Антон Музыкантский, Дарья Аксёнова |
| 2019 | «Работа артиста в мюзикле»                | Хабаровский краевой музыкальный театр                                 | лаборатория в рамках Фестиваля «Золотая маска» | художественный руководитель: Лика Рулла, хореограф: Наталья Терехова, музыкальный руководитель: Анна Гученкова |
| 2021 | «Одолжите тенора!»                        | Свердловский театр музыкальной комедии                                | мюзикл-фарс в двух действиях                   | по мотивам одноимённой пьесы американского комедиографа Кена Людвига, композитор Брэд Кэрролл, автор либретто и текстов Питер Шам, перевод: Мария Бар, литературная редакция и дополнительные стихи: Дарья Аксёнова |
| 2023 | «Сансет бульвар»                          | Спортивно-Концертный Комплекс имени Карена Демирчяна / SkyFist Studio | мюзикл                                         | Русскоязычная премьера мюзикла Эндрю Ллойда Уэббера. В главной роли Тамара Гвердцители. Перевод: Дарья Аксенова, дирижер: Мариам Барская. Спектакль был поставлен в Ереване                                         |

## Награды
2022 — театральный фестиваль «Браво!» — Лучший режиссер в музыкальном театре (мюзикл «Одолжите тенора»).